# 確率過程

確率過程の例

確率論において、確率過程（かくりつかてい、英語: stochastic process）は、時間など，条件によって変化する確率変数の数理モデルである。株価や為替の変動、ブラウン運動などの粒子のランダムな運動を数学的に記述する模型（モデル）として利用している。不規則過程（英語: random process）とも言う。
確率過程からのサンプリングで得られる系列（実現値）を見本関数（見本過程、経路/パス）という。

## 数学的な定義

### １次元分布
まず、時間のように一次元的なパラメタによって変化する確率変数を考えよう。
確率空間 {\displaystyle (\Omega ,{\mathcal {F}},P)}・可測空間 (S, Σ)・全順序集合 T が与えられたとする。
時刻 T で添字つけられる状態空間 S に値をとる確率過程 Xt とは
{\displaystyle X\colon \Omega \times T\to S}
であり、すべての t ∈ T に対してXt がΩ 上の確率変数となるものである。換言すれば、ある確率空間で定義された確率変数の族
{\displaystyle \{X(\omega ,t)|t\in T\}}
が確率過程である。
普通、T としては離散時間 T = {1, 2, 3, …} や連続時間 T = [0, ∞) を考え、状態空間 S としてはユークリッド空間 {\displaystyle \mathbb {R} ^{d}} や整数 {\displaystyle \mathbb {Z} } を考える。

### 有限次元分布
X を S に値をとる確率過程とする。すべての有限列 {\displaystyle T'=(t_{1},\ldots ,t_{k})\in T^{k}} について、k-タプル {\displaystyle X_{T'}=(X_{t_{1}},X_{t_{2}},\ldots ,X_{t_{k}})} は Sk を値にとる確率変数となる。この確率変数の分布 {\displaystyle \mathbb {P} _{T'}(\cdot )=\mathbb {P} (X_{T'}^{-1}(\cdot ))} は Sk 上の確率測度となる。このようにして得られる分布を X の有限次元分布という。
適切な位相的な制約を加えることで、有限次元分布の「一貫した」集まりを得られる。これを用いて、ある種の確率過程を定義することができる。(例えば、コルモゴロフの拡張。）

## 例
ブラウン運動の数学的モデルはウィーナー過程である。連続時間でユークリッド空間に値をとる確率過程の典型例である。ウィーナー過程以外に、独立増分過程（レヴィ過程）、ガウス過程、マルチンゲール、マルコフ過程、マルコフ連鎖、定常過程といった確率過程がある。

## 関連書籍
- 小倉久直：「物理・工学のための 確率過程論」、コロナ社 (1978年4月20日)。
- 情報理論とその応用学会（編)：「確率過程：応用と話題」、培風館、4-563-01452-4 (1994年6月30日)。
- D.ウィリアムズ：「マルチンゲールによる確率論」、培風館、ISBN 4-563-00885-0 (2004年2月20日)。
- 伊藤清：「確率過程」、岩波書店、ISBN 978-4-00-005200-9 (2007年3月20日)。
- 森真：「入門 確率解析とルベーグ積分」、東京図書、ISBN 978-4-489-02129-9 (2012年6月25日)。
- 谷口説男、松本裕行：「確率解析」、培風館（確率論教程シリーズ5）、ISBN 978-4-563-01085-0 (2013年6月5日)。
- 成田清正：「確率解析への誘い：確率微分方程式の基礎と応用」、共立出版、ISBN 978-4-320-11143-1（2016年9月25日）。